# Eurovision Song Contest 2005
Eurovision Song Contest Kiev 2005 – oficjalna kompilacja zawierająca wszystkie utwory ze wszystkich państw, które wzięły udział w 50. Konkursie Piosenki Eurowizji w Kijowie na Ukrainie. Album został wydany 2 maja 2005 roku przez wytwórnię CMC. Wydawnictwo składa się z dwóch płyt CD. Na pierwszej znajduje się dwadzieścia utworów, zaś na drugiej jest ich dziewiętnaście; w sumie trzydzieści dziewięć piosenek z półfinału oraz wielkiego finału.

## Lista utworów

### CD 1
1. Andora | Marian van de Wal - La Mirada Interior 2:57 
(Rafael Artesero Herrero)
2. Albania | Ledina Çelo - Tomorrow I Go 3:00 
(Adrian Hila / Pandi Laço)
3. Austria | Global Kryner - Y Así 3:00 
(Spörk & Köhldorfer)
4. Bośnia i Hercegowina | Feminnem - Call Me 3:03 
(Andrej Babić)
5. Belgia | Nuno Resende - Le Grand Soir 3:02 
(Alec Mansion / Frédéric Zeitoun)
6. Bułgaria | Kaffe - Lorraine 3:03 
(Veselin Veselinov / Orlin Pavlov)
7. Białoruś | Angelica Agurbash - Love Me Tonight 3:00 
(Nikos Terzis / Nektarios George Tyrakis)
8. Szwajcaria | Vanilla Ninja - Cool Vibes 3:01 
(David Brandes / John O’Flynn)
9. Serbia i Czarnogóra | No Name - Zauvijek Moja (Forever Mine) 3:02 
(Slaven Knezovic / Milan Peric)
10. Cypr | Constantinos Christoforou - Ela Ela (Come Baby) 2:54 
(Constantinos Christoforou)
11. Niemcy | Gracia - Run & Hide 2:57 
(David Brandes / John O’Flynn)
12. Dania | Jakob Sveistrup - Talking To You 3:01 
(Andreas Mørck / Jacob Launbjerg)
13. Estonia | Suntribe - Let's Get Loud 3:00 
(Sven Lõhmus)
14. Hiszpania | Son de Sol - Brujería 2:53 
(Alfredo Panebianco)
15. Finlandia | Geir Rönning - Why 3:01 
(Mika Toivanen / Steven Stewart)
16. Francja | Ortal - Chacun Pense à Soi 3:10 
(Ortal / Saad)
17. Wielka Brytania | Javine - Touch My Fire 3:01 
(John Themis / Javine Hylton)
18. Grecja | Elena Paparizou - My Number One 2:55 
(Christos Dantis / Natalia Germanou)
19. Chorwacja | Boris Novković feat. Lado Members - Vukovi Umiro Sami 2:59 
(Franjo Valentić / Boris Navković)
20. Węgry – NOX - Forogj Világ 2:59 
(Szabolcs Harmath / Attila Valla)

### CD 2
1. Irlandia | Donna and Joe - Love? 3:00 
(Karl Broderick)
2. Izrael | Shiri Maymon - The Silence That Remains 3:00 
(Pini Aaronbayev / Eyal Shachar)
3. Islandia | Selma - If I Had Your Love 3:06 
(Vignir S. Vigfusson / Thorvaldur B. Thorvaldsson / Linda Thompson)
4. Litwa | Laura and The Lovers - Little By Little 3:01 
(Bobby Ljunggren / Billy Butt)
5. Łotwa | Walters and Kazha - The War Is Not Over 2:55 
(Martin Freiman)
6. Monako | Lise Darly - Tout De Moi 3:03 
(Phil Bosco)
7. Mołdawia | Zdob si Zdub - Boonika Bate Doba (Grandmamma Beats The Drumm-a) 3:01 
(Mihai Gâncu / Roman Iagupov)
8. Macedonia | Martin Vucic - Make My Day 3:02 
(Dragan Vucic / Branka Kostic)
9. Malta | Chiara - Angel 3:02 
(Chiara Siracusa)
10. Holandia | Glennis Grace - My Impossible Dream 2:44 
(Robert D. Fisher / Bruce Smith)
11. Norwegia | Wig Wam - In My Dreams 3:02 
(Trond „Teeny” Holter)
12. Polska | Ivan & Delfin - Czarna Dziewczyna 3:00 
(Łukasz Lazer / Ivan Komarenko / Michał Szymański)
13. Portugalia | 2B - Amar 3:00 
(Alexandre Honrado / Ernesto Leite / José da Ponte)
14. Rumunia | Luminita Anghel & Sistem - Let Me Try 3:01 
(Cristian Faur)
15. Rosja | Natalia Podolskaya - Nobody Hurt No One 3:01 
(Victor Drobysh / Mary S. Applegate / J.P. Chase)
16. Szwecja | Martin Stenmarck - Las Vegas 3:03 
(Niklas Edberger / Johan Fransson / Tim Larsson  / Tobias Lundgren)
17. Słowenia | Omar Naber - Stop 2:55 
(Omar Naber / Urša Vlašič)
18. Turcja | Gülseren - Rimi Rimi Ley 2:58 
(Erdinç Tunç / Göksan Arman)
19. Ukraina | Greenjolly - Razom Nas Bahato, Nas Ne Podolaty 2:46 
(Roman Kalyn / Roman Kostyuk)